# José Javier Gutiérrez Blanco-Navarrete
José Javier Gutiérrez Blanco-Navarrete (Sevilla, siglo XX) es un diplomático español. Fue embajador de España en Ghana, (2021-2024).

## Biografía
José Javier nació en la ciudad española de Sevilla.
Tras realizar estudios en la Universidad de Sevilla, obtuvo la licenciatura en Derecho. Cuenta con una maestría en Política Internacional, de la Universidad de Leicester (Reino Unido).